# Darko Rajaković
Darko Rajaković, né le 22 février 1979 à Čačak en Serbie, anciennement Yougoslavie est un entraîneur serbe de basket-ball, actuellement à la tête des Raptors de Toronto, au sein de la National Basketball Association (NBA).

## Carrière d'entraîneur

### Premières années
Rajaković commence sa carrière d’entraîneur dès l'âge de 16 ans avec le club du KK Borac Čačak à Čačak, en Serbie. À la suite de son passage de trois ans à Čačak, Rajaković est nommé entraîneur principal du système de jeunes de l'Étoile rouge de Belgrade. Au cours de ses huit années à Belgrade, Rajaković mène l'équipe à deux titres nationaux. Pour accroître son sens aïgu de l’entraînement et ses connaissances en basket-ball, Rajaković passe du temps avec Lute Olson, l'entraîneur des Wildcats de l'Arizona en NCAA, en 2003 et avec Mike Krzyzewski, l'entraîneur des Blue Devils de Duke, en 2007, où il assiste aux différentes séances d'entraînements au sein des deux équipes universitaires.
De 2004 à 2011, Rajaković est consultant dans la cellule de recrutement et entraîneur adjoint de la NBA Summer League pour les Spurs de San Antonio.

### Espacio Torrelodones (2009-2012)
En 2009, Rajaković devient l’entraîneur principal de l’Espacio Torrelodones, en Primera División de Baloncesto (en), la cinquième division espagnole. Rajaković excelle dans le recrutement et le développement des joueurs. Lors de sa première saison, il mène son équipe au titre dans le groupe de la Communauté de Madrid, obtennant une promotion en Liga EBA (en). Lors des deux saisons suivantes, l'équipe termine respectivement à la 7e et 8e place du championnat avec un bilan similaire de 16-14.

### 66ers de Tulsa (2012-2014)
En 2012, Rajaković devient l’entraîneur principal des 66ers de Tulsa de la NBA Development League. Rajaković mène Tulsa à un bilan cumulé de 51-49 en deux saisons, y compris une participation aux demi-finales lors de la saison 2012-2013. Au cours de son passage aux 66ers, il entraîne des joueurs jouant pour l'équipe mère en NBA, le Thunder d'Oklahoma City, tels que Reggie Jackson, Perry Jones, Jeremy Lamb et André Roberson.

### Rôle d'adjoint en NBA (2014-2023)
Le 5 juillet 2014, Rajaković est nommé entraîneur adjoint du Thunder d'Oklahoma City. Durant son passage avec le Thunder, Rajaković participe à la formation de nombreux joueurs, dont Steven Adams, Andre Roberson, Terrance Ferguson, Victor Oladipo, Dennis Schröder ou encore Álex Abrines. Rajaković est l’entraîneur principal du Thunder lors des NBA Summer Leagues en 2014 et 2015. Il fait partie de l'équipe d'entraîneurs de l'équipe All-Star de la conférence Ouest lors de l'édition 2014. Rajaković participe aux playoffs quatre saisons consécutives (2016, 2017, 2018 et 2019).
Le 26 juin 2019, Rajaković est embauché comme entraîneur adjoint des Suns de Phoenix.
Le 13 septembre 2020, Rajaković est embauché comme entraîneur adjoint des Grizzlies de Memphis. Le 11 janvier 2022, Rajaković prend le poste d'entraîneur en chef par intérim et mène les Grizzlies à une victoire contre les Warriors de Golden State,. Après son compatriote serbe, Igor Kokoškov, il est le deuxième européen à diriger une équipe NBA lors d'un match de saison régulière. Il remporte 4 des 5 rencontres qu'il passe dans son rôle d'intérimaire.
En mai 2022, Rajaković est présenté dans le rapport annuel d’ESPN comme l'un des candidats potentiels au poste d'entraîneur à surveiller. L’article déclare : « Partout dans le monde des entraîneurs, ainsi que des joueurs qui ont bénéficié de sa compréhension du jeu, Darko Rajaković est acclamé. C’est tout à fait logique lorsqu’on considère qu’il a été débauché deux fois — Phoenix et Memphis — au cours des deux dernières années par de nouveaux entraîneurs en chef qui ont réuni un personnel à partir de rien. Un entraîneur principal européen n’a pas encore réussi une longue carrière en NBA, mais Rajakovic a l’intelligence et la passion pour le métier qui fait de lui le favori pour devenir le premier. L’homme a écrit des articles sur l’évolution du pick-and-roll, mais il est tout sauf académique dans son entoushiasme avec les joueurs et les autres entraîneurs. »

### Raptors de Toronto (depuis 2023)
Le 13 juin 2023, Darko Rajaković est embauché par les Raptors de Toronto comme le 10e entraîneur principal de l’histoire de la franchise.

## Équipe nationale
Le 18 juillet 2019, Rajaković est engagé comme entraîneur adjoint de l’équipe nationale masculine de Serbie sous la direction d’Aleksandar Đorđević. Il participe à sa première compétition internationale à la Coupe du monde de basket-ball de la FIBA 2019 où la Serbie finit la 5e place.

## Statistiques
| Équipe  | Année     | Saison régulière | Saison régulière | Saison régulière | Saison régulière | Saison régulière          | Playoffs | Playoffs  | Playoffs | Playoffs | Playoffs        |
| Équipe  | Année     | Matchs           | Victoires        | Défaites         | %                | Classement                | Matchs   | Victoires | Défaites | %        | Résultat        |
| ------- | --------- | ---------------- | ---------------- | ---------------- | ---------------- | ------------------------- | -------- | --------- | -------- | -------- | --------------- |
| Toronto | 2023-2024 | 82               | 25               | 57               | 30,5             | 5e en division Atlantique | -        | -         | -        | -        | Pas de playoffs |
| Toronto | 2024-2025 | 82               | 30               | 52               | 36,6             | 3e en division Atlantique | -        | -         | -        | -        | Pas de playoffs |
| Toronto | 2025-2026 | -                | -                | -                | -                |                           | -        | -         | -        | -        |                 |
| Total   | Total     | 164              | 55               | 109              | 33,5             |                           | -        | -         | -        | -        |                 |